# Protosapiens
L'idioma protosapiens es refereix a una conjectura d'idioma per certes teories basades en la hipòtesi monogenètica. D'acord amb aquestes teories, hauria existit un antic idioma (parcialment reconstruïble pels mètodes de la lingüística històrica) que seria l'antecessor comú més recent de tots els idiomes humans i, per tant, hauria estat l'origen de les llengües (idiomes) de la humanitat. No obstant això, altres autors han expressat dubtes sobre la possibilitat de reconstruir un idioma per a una profunditat temporal molt superior a 5.000 anys. Els contraris a l'idioma protosapiens estan a favor de la teoria poligenètica, segons la qual el llenguatge s'hauria originat com a eina adaptativa en diferents grups humans diferenciats.

## La idea
Alguns defensors de la hipòtesi monogenètica han intentat reconstruir aspectes parcials de l'idioma protosapiens o protomon. Aquests intents no han tingut massa èxit i han estat àmpliament criticats. La gran majoria dels especialistes en lingüística històrica consideren que els mètodes usats per a aquesta tasca no són capaços de portar a una reconstrucció fiable, àdhuc suposant que hagi existit tal idioma i que, per tant, la hipòtesi monogenètica sigui correcta. De fet, existeix un cert consens en el fet que els mètodes de la lingüística històrica difícilment permeten reconstruir idiomes que haguessin pogut existir fa més de 3.000 o 4.000 anys.
Quant a la monogènesi lingüística com a punt de partida, s'ha teoritzat que, en cas d'haver existit un únic idioma originari per a tota la humanitat, aquest hauria perdut la seva unitat fa 50.000 a 100.000 anys, el temps de separació mínim que han estimat els genetistes i arqueòlegs per explicar la diversitat genètica del gènere humà actual a partir d'un hipotètic grup originari.

## Discussió de les evidències

### Cognats
Encara que diversos lingüistes han plantejat dubtes sobre la possibilitat d'identificar proves de parentiu entre idiomes, el temps de divergència dels quals és molt superior a 5.000 o 6.000 anys, diversos partidaris de la hipòtesi de l'existència del protosapiens han adduït la possible existència de diversos cognats «globals»:
*aq'wa: ‘aigua’
*tik: ‘dit’, ‘un'
*pal: ‘dos'
*apa o papa: ‘pare’, mestressa o mama: ‘mare’
Aquests cognats han estat contestats, ja que per exemple la presència de les bilabials en els termes per a designar progenitors no tenen per què venir d'un idioma ancestral, sinó del fet que són sons fàcilment pronunciables pels nadons.

### Evidència genètica
Encara que l'evidència genètica basada en els parlants dels idiomes no constitueix una base sòlida per a confirmar o refutar les hipòtesis lingüistes, se sap que hi ha una certa correlació entre la classificació genètica de les poblacions humanes i la classificació filogenètica dels idiomes que parlen els diversos grups humans. En aquest sentit, és particularment rellevant el treball del genetista italià Luigi Luca Cavalli-Sforza.
Per aquesta raó, alguns dels apologistes en favor de la reconstructibilitat del protosapiens, com el genetista nord-americà Merritt Ruhlen, assenyalen que el treball de Cavalli-Sforza sembla confirmar algun dels parentius de llarg abast proposats per ell mateix i altres lingüistes.
Ja que avui dia ningú dubta de la monogènesi genètica dels grups humans, això fa més plausible que també sigui correcta la monogènesi lingüística dels idiomes humans. I el fet que les classificacions lingüístiques s'assemblin a les classificacions basades en gens, representa per a alguns una confirmació de l'existència d'un idioma humà ancestral associat als primers grups d'Homo sapiens moderns que es van dispersar pel planeta.
No obstant això, si bé l'evidència genètica podria donar suport a la monogènesi lingüística, difícilment recolza la validesa de la reconstructibilitat del suposat idioma protosapiens, que és un fet que no segueix ni tan sols la hipòtesi de la monogènesi lingüística.

### Vocabulari
S'ha proposat un nombre de possibles cognats, sobre la base de similituds entre el so i el significat de les formes en els idiomes. El més conegut d'aquest tipus és la llista de vocabulari (1994) de Bengtson i Merritt Ruhlen, en què s'identifiquen 27 «etimologies mundials». El quadre següent, adaptat de Ruhlen (1994b), enumera una selecció d'aquestes formes:
| idioma                | qui?  | què?   | dos     | aigua      | un/dit | braç(1) | braç(2)   | corb/genoll | pèl   | vagina    | olor/nas |
| --------------------- | ----- | ------ | ------- | ---------- | ------ | ------- | --------- | ----------- | ----- | --------- | -------- |
| khoissan              | !kū   | dt.    | /kam    | k´´ā       | //kɔnu | //kū    | ≠hā       | //gom       | /ʼū   | !kwai     | č’ū      |
| nilosaharià           | na    | de     | ball    | nki        | tok    | kani    | boko      | kutu        | sum   | buti      | čona     |
| nígero-kordofanià     | nani  | ni     | bala    | engi       | dike   | kono    | boko      | boŋgo       | butu  |           |          |
| afroasiàtic           | k(w)  | dt.    | bwVr    | ak’wa      | tak    | gana    | bunqe     | somm        | put   | suna      |          |
| kartvelià             | min   | dt.    | yor     | rts'q’a.॥॥ | ert    | t’ot’   | qe        | muql        | presa | putʼ      | sun      |
| dravídic              | iā    | iā     | iraṇṭo  | nīru       | birelu | caŋ     | kay       | emṇḍa       | pūṭa  | poččo     | čoṇṭo    |
| euroasiàtic/nostràtic | kwi   | el meu | pālā    | akwā       | tik    | konV    | bhāghu(s) | bük(ä)      | punč  | p’ut’     | snā      |
| sinocaucàsic          | kwi   | dt.    | gnyis   | ʔoχwa      | tok    | kan     | boq       | pjut        | tshām | putʼi     | el seuŋ  |
| àustric               | o-ko- | m-anu  | ʔ(m)bar | namaw      | ntoʔ   | xeen    | baγa      | buku        | śiām  | betik     | iǰoŋ     |
| indopacífic           | mina  | boula  | okho    | dik        | akan   | ben     | buku      | utu         | sɨnna |           |          |
| australià             | ŋaani | minha  | butlla  | gugu       | kuman  | dolenta | pajing    | buŋku       | puda  | emmuralla |          |
| amerindi              | kune  | raja   | p’ā     | akwā       | dɨk’i  | kano    | boko      | buka        | summe | butie     | čuna     |

Basant-se en la llista de cognats anterior, Merritt Ruhlen (1994b:105) proposa la següent llista de termes per a l'idioma antecessor dels idiomes de la humanitat o protosapiens:
| idioma       | qui? | què? | dos  | aigua | un/dit | braç(1) | braç(2) | corb/genoll | pèl  | vagina | olor/nas |
| ------------ | ---- | ---- | ---- | ----- | ------ | ------- | ------- | ----------- | ---- | ------ | -------- |
| protosapiens | *ku  | dt.  | *pal | *akwa | *tik   | *kanV   | *boko   | *buŋku      | *sum | *putV  | čuna     |

Molts lingüistes rebutgen els mètodes utilitzats per a determinar aquestes formes i la mateixa possibilitat de rastreig de formes amb més de 10.000 anys d'antiguitat. Segons Lyle Campbell: 
A més, les formes usades per Ruhlen i Greenberg gairebé mai són reconstruccions de protoidiomes ben demostrats, sinó que aquests autors escullen d'una llista de cognats les formes modernes que mostren major parentiu superficial amb les formes d'idiomes d'altres famílies. Aquesta estratègia augmenta sensiblement la semblança superficial i ignora la diversitat realment existent. Quan es treballa amb protoformes sòlidament establertes, alguns dels termes proposats per Ruhlen perden gran part de la similitud superficial.

### Teoria de l'evidència fonètica
Un treball recent ha trobat que el major nombre de fonemes estaria relacionat amb les regions poblades amb major antiguitat, on l'expansió migratòria té per característica un efecte fundador, el qual es forma pels colls d'ampolla poblacionals, la qual cosa produiria que les poblacions més allunyades o aïllades reflecteixin una disminució en el nombre de fonemes. Un estudi que analitza 504 idiomes vius va trobar que els idiomes que contenen més sons es parlen a Àfrica i els que contenen menor nombre estan a Sud-amèrica i a les illes d'Oceania; així doncs, per exemple mentre el hawaià té 13 sons, l'idioma khoisànid Xu arriba a 141, i existeix una correlació negativa entre el nombre de fonemes i la distància al sud d'Àfrica. Això sembla una evidència més que les llengües humanes modernes procedeixen del sud d'Àfrica, i reforça la hipòtesi de la monogènesi lingüística consistent amb l'existència d'un idioma protosapiens. En canvi, el vocabulari augmenta amb el temps.

## Crítica i controvèrsia
El debat sobre la confiabilitat dels treballs de la reconstrucció d'un hipotètic idioma ancestral comú en un temps a tota la humanitat està estretament lligat a la hipòtesi de la monogènesi lingüística. L'existència real del protosapiens i la poligènesi dels idiomes humans s'exclouen mútuament, per la qual cosa solament té sentit considerar la possibilitat de reconstrucció de l'idioma protosapiens sota la hipòtesi monogenètica.
Àdhuc per a nombrosos lingüistes que consideren la hipòtesi monogenètica com la hipòtesi de partida, hi ha molts dubtes que algunes característiques o formes lèxiques de l'idioma protosapiens poguessin ser reconstruïbles després de transcorregudes diverses desenes de milers d'anys des de la seva desaparició. Alguns lingüistes han argüit que els mètodes de la lingüística històrica no permeten realitzar reconstruccions de protollengua molt més enllà de 500 anys, mentre que per al protosapiens la profunditat se situaria a l'entorn dels 100.000 anys, si s'ha de jutjar pels temps estimats per a la dispersió de l'Homo sapiens modern pel globus terraqüi.
D'altra banda, existeixen arguments probabilístics que estableixen que, donats dos idiomes presos a l'atzar, hi ha un nombre no negligible de falsos cognats, és a dir, de paraules que tenen una pronunciació similar i significats que guarden una certa semblança. Sota certes hipòtesis versemblants, Mark Rosenfelder opina que el nombre d'aquestes coincidències aleatòries pot estar entre 250 i 300 coincidències espúries o falsos cognats.
Típicament, la lingüística històrica pot distingir molts d'aquests falsos cognats comprovant si, donada una llista suficientment àmplia de cognats possibles entre dos idiomes, n'hi ha correspondències fonètiques regulars. Com que els proponents dels cognats del protosapiens no han estat capaços d'oferir correspondències fonètiques regulars mitjançant un ús estricte del mètode comparatiu, molts lingüistes assenyalen que les evidències en favor de les formes reconstruïdes del protosapiens poden ser espúries i no constitueixen una prova probatòria sòlida.